# Месершмит Bf 110
Месершмит Бф 110 (на немски: Messerschmitt Bf 110) е немски двуместен двумоторен тежък изтребител от периода на Втората световна война, разработен в средата на 1930-те г. от фирмата Байерише Флугцойгверке (Bayerische Flugzeugwerke, BFW). Многообещаващ в началото и ползващ се с личната подкрепа на Х. Гьоринг и Е. Удет, впоследствие този самолет до известна степен не оправдава възлаганите му очаквания, въпреки че в средата на войната е реализиран много успешно в амплоато на нощен изтребител.

## Създаване

### Предпоставки
През 20-те години на 20 век са разработени редица теории за водене на модерна война. Особено популярни стават доктрините на италианеца Дж. Дуе, американеца У. Мичъл и др. В тези теории се обръща особено внимание на ролята на тежките бомбардировачи – според своите идеолози те трябва чрез непрекъснати бомбардировки на промишлените центрове и градовете на противника да съкрушат икономическата му мощ и психически да сломят волята му за битка.
Логично възниква необходимостта и от тежък изтребител, който да придружава бомбардировачите над противниковата територия, охранявайки ги от атаките на вражеските изтребители. Същевременно този изтребител трябва да разузнава и при необходимост да разчиства пътя пред бомбардировъчните формации, както и да нанася удари по земни цели в противниковия тил.
В съответствие с тези теории в началото на 1930-те години в света са разработени няколко типа тежки изтребители – за първи може да се смята съветския АНТ-7, разработен през 1929 г.; той е последван от разработки като Potez 63 (Франция), YFM-1 Airacuda (САЩ), Letov Š 50 (Чехия), PZL-38 Wilk (Полша) и др.

### Разработка
Идеята за подобен тежък изтребител допада изключително много и на висшите военни кръгове в Нацистка Германия и в края на 1934 г. Имперското министерство на авиацията издава техническа спецификация за проект, наречен Кампфцерщьорер (Kampfzerstörer, букв. Боен (тежък) разрушител). Основните изисквания към новия самолет в нея са следните:
- Триместен целометален двумоторен моноплан с мощно оръдейно-картечно въоръжение и вътрешен бомбови отсек.
- Дълбоко проникване над противниковата територия и разчистване на въздушното пространство преди подхода на своите бомбардировачи.
- Съпровождане и непосредствено изтребително прикритие на бомбардировачите.
- Прехват и унищожаване на противниковите бомбардировачи.
- Възможност за нанасяне на бомбови удари по земни цели.

Техническото задание е спуснато до седем от най-големите авиопроизводителни фирми в Германия: AGO (Arado Flugzeugwerke), Dornier, Heinkel, Henschel, Gotha, Focke-Wulf и BWF. Изискванията, заложени в техническото задание се оказват сериозно предизвикателство за авиационните инженери – голямата далечина на полета, изискваща увеличен запас от гориво и наличието на бомби в тялото на самолета увеличават масата му, намалявайки скоростта и особено маневреността, която е едно от най-важните качества на изтребителя. В BWF първоначално се отказват от участие в конкурса, но В. Месершмит и инж. В. Ретел започват самостоятелна разработка на проекта. Те усилват бордовото въоръжение, но премахват възможността за вътрешно окачане на бомбите. Месершмит и Ретел разчитат единствено на подкрепата на близкия до фирмата Е. Удет, ползващ се с огромен авторитет в авиационните и военните кръгове на Германия.
През 1935 г. в RLM осъзнават техническата сложност на заданието и променят условията по него, като на базата на старата спецификация оформят и допълнително ново задание за скоростен бомбардировач. Удет осигурява на BWF получаването на поръчки за изготвянето на прототипи по двете задания и в резултат през 1936 г. се появяват прототипът на тежък изтребител Bf 110V-1 и прототипът на скоростен бомбардировач Bf 162V-1 (конкурсът за скоростен бомбардировач е спечелен от Junkers Ju 88).
От седемте фирми две представят само проекти, а три – летящи прототипи. Проектите са на AGO (Ar-225) и Gotha (т. нар. „Проект 3“). Летящите прототипи са на Henschel (Hs 124), Focke-Wulf (Fw 57) и BWF.
Първият полет на Bf 110V-1 е на 12 май 1936 г. Той е с перспективните двигатели Daimler-Benz DB 600A (910 hp/669.7 kW) и показва скорост по-висока дори от тази на първия прототип на основния немски изтребител Ме 109. На 24 октомври прави първи полет и вторият прототип Bf 110V-2, при който са отстранени недостатъците, проявили се при първия. Същевременно проектите на другите участници в конкурса са оценени като незадоволителни и Bf 110 е обявен за победител. Гьоринг и висшите военни кръгове в Германия дори настояват за незабавното започване на серийното му производство, но ненадеждната работа на двигателите DB 600A и очакването на по-модерните DB 601A, намиращи се във фаза на последни изпитания, го забавят.

## Модификации и варианти. Развитие на самолета

### Bf 110A
Четири предсерийни машини (1937 – 1938 г.). Проблемите с двигателите Daimler-Benz DB 600A налагат смяната им с Junkers Jumo 210B (640 hp/471 kW) с двулопатно витло. В резултат скоростта на машината пада до 430 km/h.

### Bf 110B
Малка серия от 45 машини (1938 г.). Двигателите DB 601A все още не са влезли в серийно производство и затова са използвани Jumo 210G (680 hp/500 kW); променена е носовата част на самолета. Машините са предадени на новосъздадените бойни части (ZG – Zerstörergeschwader; Церсщьорергешвадер – Разрушителна ескадра), но са използвани основно като учебно-тренировъчни машини.
- Bf 110B-1 – тежък изтребител с въоръжение от 4 х 7.92-mm картечници MG 17 и 2 х 20-mm авиационни оръдия MG FF в носа.
- Bf 110B-2 – разузнавателен вариант, при който двете оръдия са премахнати, а на тяхно място е монтирана аерофотокамера.
- Bf 110B-3 – учебно-тренировъчен вариант; двете оръдия са премахнати, добавено е допълнително радиооборудване.

### Bf 110C
Първата масова серия на производство. Двигателят DB 601A (1100 hp/809.6 kW) влиза в серийно производство през декември 1938 г. и е използван за новата модификация. Подобрена е и аеродинамиката на машината, разработени са нови маслени радиатори и нови гликолови радиатори, които са поставени в обтекатели под полукрилата, усилена е задната част, а краищата на крилото са отсечени, вместо закръглени. Максималната скорост на самолета достига 557 km/h, а далечината на полета – 1100 km. След появата на тази серия, Messerschmitt Bf 110 става обект на мощна пропаганда от немска страна, но въпреки хвалебствията на министерството на Гьобелс, превърнало го в един от символите на Блицкрига, пилотите в бойните части недоволстват от ниската маневреност на машината.
- Bf 110C-0 – десет предсерийни машини.
- Bf 110C-1 – тежък изтребител със стандартно въоръжение и нови двигатели.
- Bf 110C-2 – тежък изтребител с модернизирано радиооборудване.
- Bf 110C-3 – тежък изтребител; оръдията MG FF са заменени с MG FF/М.
- Bf 110C-4 – тежък изтребител; монтирана е бронева защита за екипажа.
- Bf 110C-4/B (Jabo A) – изтребител-бомбардировач (на немски: Jagdbomber; Jabo). Възможност за външно окачване на две 250-kg бомби.
- Bf 110C-5 – разузнавателен вариант с новите двигатели; оръдията са премахнати, на тяхно място има аерофотокамера.
- Bf 110C-5N – разузнавателен вариант с двигатели DB-601N (1250 hp/919 kW).
- Bf 110C-6 – експериментален вариант на тежък изтребител; премахнати са двете 20-mm оръдия, вместо тях в подтелен контейнер е поставено едно 30-mm оръдие MK 101.
- Bf 110C-7 (Jabo) – изтребител-бомбардировач с двигатели DB-601N. Възможност за външно окачване на една 500-kg или две 250-kg бомби.

### Bf 110D
След започването на кампанията срещу Норвегия, се оказва, че радиусът на действие на Bf 110 е малък и те трудно могат да оперират от базовите си летища, тъй като голямото разстояние намалява времето за пребиваване над целта и изтребителите не могат пълноценно да участват във въздушните боеве. Всички усилия на конструкторите са хвърлени в тази насока и скоро се появява вариантът Bf 110D. Това е модификация на Bf 110С с подфюзелажен конформен резервоар за 1200 l, наречен „Dackelbauch“ („Дакелов корем“). Първите модернизирани машини са приети на въоръжение в I./ZG 76 и скоро се появяват критики, касаещи намалялата маневреност и проблемите, които създава новият резервоар при откачането му след изразходване на горивото. Същевременно при продължителни полети няколко самолета изчезват над морето при неизяснени обстоятелства. В началото се смята, че причината е липсата на опит у екипажите за подобни полети, но специално проведено разследване показва, че поради дефектите при откачването и лошата вентилация на новите резервоари в тях се натрупват бензинови пари, които се самовъзпламеняват. „Дакеловият корем“ е премахнат и на негово място се появяват два подкрилни окачваеми резервоара от 900 l. Впоследствие се появява и вариант с резервоари от 300 l и възможност за носене на бомби, което превръща Bf 110D в изтребител-бомбардировач с голям радиус на действие.
- Bf 110D-0 – прототип на базата на С-3 за изпитания на резервоара „Dackelbauch“.
- Bf 110D-1/R1 – сериен вариант с подтелния резервоар „Dackelbauch“.
- Bf 110D-1/R2 – сериен вариант, при който подтелния резервоар е заменен с два подкрилни от по 900 l.
- Bf 110D-1/U1 – вариант като нощен изтребител с инфрачервен сензор Spanner-Anlage, засичащ топлината от изгорелите газове на бомбардировач на разстояние 300 m.
- Bf 110D-2 – вариант с два подкрилни резервоара от 300 l и възможност за носене на 500-kg бомба.
- Bf 110D-3 – вариант с удължена задна част, където е поместена гумена спасителна лодка. Машината е пригодена да използва окачваеми резервоари и от 300 l, и от 900 l, както и да носи 500-kg бомба.

### Bf 110E
Предвижда се производството на Bf 110 да бъде преустановено в полза на новия „разрушител“ Messerschmitt Me 210, но постоянните проблеми, които съпътстват новата разработка, принуждават конструкторите да пристъпят към по-нататъшното модернизиране на Bf 110. Това е направено в средата на 1941 г. и в резултат се появява вариантът Bf 110Е, при който е усилена конструкцията, подобрена е броневата защита на екипажа, инсталирани са външни възли за окачване на 50-kg бомби и 300 l резервоари.
- Bf 110E-0 – предсериен вариант с двигатели DB 601А-1, външни възли за окачване на четири 50-kg бомби и 300 l резервоари, бордово въоръжение като при С-4.
- Bf 110E-1 – сериен вариант на модификацията.
- Bf 110E-1/U1 – вариант като нощен изтребител с инфрачервен сензор Spanner-Anlage.
- Bf 110E-1/U2 – развитие на Bf 110 E-1/U1; оборудвано е място за трети член на екипажа – оператор на инфрачервената система за откриване.
- Bf 110E-2 – вариант на D-3, включващ модернизациите по стандарта „Е“; двигатели DB 601N.
- Bf 110E-3 – разузнавателен вариант с повишена далечина на полета; премахнати са оръдията и бомбодържателите, монтирана е аерофотокамера Rb 50/30.

### Bf 110F
Непрекъснатите модернизации на самолета водят до нарастване на експлоатационната му маса, което влошава летателните му характеристики. Единственият изход е поставянето на по-мощни двигатели и Bf 110 е преработен под новите двигатели DB 601F. Тази модификация се появява почти веднага след предходната Bf 110E, като първоначално единствената разлика между тях са двигателите и затова известно време двата варианта са произвеждани паралелно.
- Bf 110F-1 – изтребител-бомбардировач с увеличена бронезащита за екипажа, възможност за носене на бомби от 50 до 500-kg от различен тип.
- Bf 110F-2 – тежък изтребител с повишена далечина на полета.
- Bf 110F-3 – разузнавателен вариант идентичен с E-3, като единствената разлика е в използваните двигатели.
- Bf 110F-4 – вариант на нощен изтребител, първият специално разработен с такова предназначение. Въоръжението е усилено с две 30-mm оръдия МК 108, монтирани в контейнер под тялото. Площта на вертикалните стабилизатори и кормилата е увеличена.
- Bf 110F-4/U1 – нощен изтребител. След 1943 г. двете оръдия МК 108 се монтират зад кабината като цевите им излизат нагоре под ъгъл 70°, стреляйки нагоре и леко напред. Това е т. нар. система „Schräge Musik“ (Шреге музик; букв. Скосена, изкривена (неправилна) музика; идиом за джаз), която се използва когато изтребителят прелита под противниковия бомбардировач и го разстрелва отдолу. На някои машини от 1942 г. експериментално се монтира бордна РЛС Telefunken FuG 202 Lichtenstein.
- Bf 110F-4a – сериен вариант на нощен изтребител на базата на F-4 с радиолокатор FuG 202 Lichtenstein. Екипаж 3 души.

### Bf 110G
В края на 1941 г. производството на Bf 110F все пак е спряно, за да се даде път на новите Ме-210. Но новият самолет не се оказва особено сполучлив и затова през февруари 1942 г. производството на Bf 110 е възобновено. През лятото на същата година започват поредните опити за модернизация на машината. По предложение на В. Месершмит тя е оборудвана с двигателите DB 605, предназначени първоначално за Ме 210 – появява се вариантът Bf 110G.
- Bf 110G-0/G-1 – прототипи с новите двигатели; не се строят серийно.
- Bf 110G-2 – бордните оръдия са заменени с MG 151/20, увеличена е площта на вертикалните стабилизатори, усилена е стойката на колесника. Този вариант може да се използва като тежък изтребител и изтребител-бомбардировач, благодарение на разработените различни конфигурации от въоръжение, сменяни в полеви условия (т. нар. Rüstsätze).
- Bf 110G-3 – изтребител-разузнавач. Въоръжение от 4 х 7.92-mm картечници MG 17 и 1 х 20-mm оръдие MG 151, монтирано под тялото. Оборудван с две аерофотокамери и радиостанция за връзка в реално време с пехотните части.
- Bf 110G-4 – нощен изтребител, превърнал се в основния самолет от този клас на Луфтвафе. Оборудван с радиолокатори и системи за засичане на противниковите радари, като съществуват различни подварианти с различна конфигурация на радарното оборудване и въоръжението. Произвеждан серийно от януари 1943 г.; до 22 януари 1945 г. са произведени 1850 машини или близо 30% от общото производство на Bf 110.

### Bf 110H
Последна версия на разрушителя. Техническото задание за модификацията е издадено на 15 ноември 1943 г., като предвижда монтирането на двигатели DB 605E (1730 hp/1272 kW). Разработени са няколко проекта (Н-1/Н-5), но е построен само един прототип, тъй като през есента на 1944 г. производството на Bf 110 е ограничено, а работата по новите модификации е спряна.

## Оперативна история
Единственият военен конфликт, в който взема участие Messerschmitt Bf 110, е Втората световна война. В нея разрушителите участват от първия до последните ѝ дни, сражавайки се на всички фронтове, на които воюва Нацистка Германия.
Кампанията срещу Полша
На 1 септември 1939 г. Германия нахлува в Полша и разрушителите Bf 110 са сред първите, които пресичат германско-полската граница. Първата битка е на разрушителите от I(Z)/LG-1, ескортиращи бомбардировачи Не 111P – в нея те успяват да свалят пет полски изтребителя PZL Р.11C. Последващите сражения показват, че полските изтребители, макар и остарели, са по-маневрени от немските разрушители. Разрушителите участват масово в Полската кампания за кратко: немското командване решава да ги запази за бъдещите кампании на запад и на 11 септември е издадена заповед за ограничаване на дейността им в Полша и прехвърлянето им на запад; единствено I./ZG 76 остава да действа на полския фронт. За цялата кампания загубите са 12 самолета Bf 110, два от които са свалени погрешка от немската ПВО. Същевременно екипажите на разрушителите от I(Z)/LG-1 докладват за 30 победи само през първия ден на операцията. I./ZG 76 докладва за 31 победи през кампанията, от които 19 са потвърдени, а JGr 2 – за 28 въздушни победи и 50 унищожени самолета на земята. В полската кампания се проявяват бъдещите асове Волфганг Фалк, Хелмут Лент и Гордон Голоб.
Странната война
Първата победа на Bf 110 в т. нар. „Странна война“, както и първа победа над съюзнически самолет е на 23 ноември 1939 г., когато Bf 110 от LG 1 сваля френски изтребител M.S.406 над Вердюн. Най-известната акция на разрушителите през този е период е т. нар. „Битка над Немския залив“, когато на 18 декември 1939 г. 22 английски бомбардировача Vickers Wellington се появяват над военноморската база Вилхелмсхафен. В този период британските пилоти имат заповед да не бомбардират сухоземни цели на територията на Германия, към които се отнасят и корабите на сух док и тези, които са на пристан. Оказва се, че всички подходящи цели в базата са разположени точно по такъв начин и затова бомбардировачите, незасегнати от огъня на зенитната артилерия, обръщат обратно към Англия без да хвърлят бомбите си. На около 30 km югозападно от о-в Хелголанд те са застигнати от немските Bf 110 и Bf 109 и в разгорялата се битка от 22 бомбардировача са свалени 11 (по други източници 12) машини; шест извършват принудително приземяване в Англия, при което 2 са разбити, а от останалите четири един е признат за негоден за бойно използване вследствие на получените повреди. Това са и първите потвърдени британски загуби, нанесени от немците през Втората световна война. Основният дял за победата имат разрушителите Bf 110, които не понасят загуби (свалени са три Bf 109).
Кампанията срещу Дания и Норвегия
На 9 април 1940 г. Германия започва офанзива срещу Дания и Норвегия. Дания капитулира по-малко от шест ча̀са след началото на бойните действия; в този период разрушителите Bf 110 извършват една атака над летище Верльозе (Værløse), където е базирана основната част от датските ВВС и унищожават 25 самолета на земята. Над летището е свален и един датски Fokker D.XXI.
При офанзивата срещу Норвегия Bf 110 първоначално охраняват въздушния коридор до Осло и Ставангер, а след това получават заповед да прикриват десанта на немските парашутисти на летищата Осло-Форнебьо и Ставангер-Сола. По план те трябва да разчистят въздушното пространство над тях, с което да осигурят безпрепятственото десантиране на парашутистите. По план след превземането на летищата, на тях трябва да кацнат транспортните Ju 52/3m от втората вълна, натоварени с пехота. В изпълнение на задачата осем Bf 110 от 1./ZG 76, водени от оберлейтенант В. Хансен, се появяват над летище Осло-Форнебьо, където веднага са атакувани от седем норвежки Gloster Gladiator. В разгорялата се битка са свалени три Gladiator и два Bf 110, а три от шестте оцелели разрушителя са повредени и летят с един двигател. Същевременно 29-те самолета с парашутисти попадат в гъста мъгла над пролива Скагерак и връщат обратно. Без да знаят това екипажите на разрушителите кръжат над летището в очакване, при което остават почти без гориво. Малко след 9:00 h се появяват транспортните самолети от втората вълна, и без да знаят, че летището не е овладяно, се насочват за кацане, при което водещият самолет веднага е свален. Междувременно Хансен заповядва атака на картечните гнезда на земята, а след свалянето на транспортния самолет, заповядва повторна атака с последващо кацане, предвид и липсата на гориво. Първи каца Хелмут Лент – машината му е повредена и затова каца по корем – и след дълго плъзгане спира в края в на летището, а бордния му стрелец открива огън по норвежките позиции. Веднага след него кацат и останалите разрушители, чиито бордни стрелци също обстрелват норвежците, които вече не отвръщат на огъня, тъй като получават заповед за изтегляне още при приземяването на самолета на Лент. Малко след разрушителите на летището безпрепятствено кацат и транспортните самолети с пехота. Така екипажите на Bf 110 всъщност превземат летище Осло-Форнебьо.
По време на Норвежката кампания разрушителите освен въздушни боеве, осъществяват атаки по сухоземни и морски цели. Основният проблем, с който се сблъскват екипажите, е недостатъчната далечина на полета на самолета, опериращ от летища в Германия – за отстраняването му е разработен вариантът Bf 110D, който обаче не се оказва много сполучлив. Въпреки това, благодарение на добрата си подготовка, немските пилоти успяват да нанасят сериозни удари на британците. Така например през нощта на 12/13 юни разрушителите свалят осем Blackburn Skua, опитващи се да атакуват повредения линеен крайцер Шарнхорст, намиращ се в Тронхайм. За цялата кампания загубите на Bf 110 се оценяват на 25 самолета, повечето свалени от норвежката ПВО.
Кампанията на запад 1940 г.
За участие в тази кампания, започнала на 10 май 1940 г. са привлечени 350 Bf 110C/D, от които реално участие в боевете вземат 238 машини. В самото начало разрушителите потвърждават славата си на ударни самолети – на 10 май от ZG 1 заявяват за 26 холандски самолета, унищожени на летище Хаамстед, а от 82 въздушни победи над Белгия в периода 11 – 13 май, повечето са заявени от разрушителите на ZG 26. Тези победи донякъде са помрачени от загубата на девет машини в сраженията с изтребителите на RAF на 15 май. В продължилите въздушни сражения става все по-ясно, че Bf 110 са тежки и неповратливи в сравнение с едномоторните изтребители на съюзниците. И докато разрушителите все пак успяват да се справят с поостарелите холандски, белгийски и донякъде с френските изтребители, то сблъсъкът им с Hawker Hurricane и особено със Supermarine Spitfire над Дюнкерк, се оказва неприятна изненада за тях. Само в боевете при Дюнкерк ескадрила 6./ZG 76 губи 50% от самолетите си.
По време на Битката за Франция Bf 110 нееднократно нарушават въздушното пространство на Швейцария, при което са прехващани от швейцарски изтребители. В тези схватки са свалени около пет разрушителя.
За цялата кампания на запад са изгубени 60 Bf 110 или, според някои източници, около 32% от първоначалния брой на разрушителите в кампанията.
Битката за Британия
Недостатъците на Bf 110 проличават още по-ясно в т. нар. „Битка за Британия“. Тогава окончателно става ясно, че тежкият Bf 110 много отстъпва на едномоторните Hurricane и Spitfire в маневреност, а отбранителното му въоръжение от една 7.92-mm картечница е твърде слаба защита срещу тях. Въпреки че е малко по-бърз от основния към момента британски изтребител Hurricane, той има по-слаба ускоряемост, което не му позволява да напусне при нужда бойното поле. Това налага екипажите на разрушителите да използват в нападение маньовъра „Удряй и бягай“ („Zuschlagen und Verschwinden“), при който тежките Bf 110 пикират от голяма височина върху противниковите изтребители и, използвайки предимството си в скорост, бързо се изтеглят, без да влизат в маневрен въздушен бой; когато са атакувани, обикновено се използва тактическия маньовър „Отбранителен кръг“, при който всеки самолет пази гърба на този пред него, като същевременно води огън по противниковите машини извън кръга. Единственото предимство, което разрушителите имат пред основния немски изтребител Bf 109, който превъзхожда британските, е по-голямата далечина на полета и респективно времето, през което могат да пребивават над целта. От друга страна това ги прави незаменими в ролята на съпровождащи изтребители на бомбардировачите, но след сериозните загуби над Англия, на 19 август Гьоринг издава заповед самите Bf 110 да бъдат съпровождани от едномоторните Bf 109. Това се случва след Операция „Адлертаг“ (на немски: Adlertag, букв. „Денят на орела“) и последващите няколко дни, при които разрушителите са задействани за атаки по британските летища и при които понасят много тежки загуби – освен заповедта за изтребително прикритие, Гьоринг забранява участието на разрушителите в подобни акции. Само за август 1940 г. са загубени над 120 Bf 110, а за цялата кампания 223.
Кампанията на Балканите
В тази кампания са задействани разрушителите от I и II./ZG 26. В небето над Югославия те се сблъскват с югославските Bf 109, при което на 6 април 1941 г. са загубени пет машини; още две са загубени в битка с няколко остарели биплана Hawker Fury След сломяването на югославската съпротива, разрушителите се сражават над Гърция отново с британските Hurricane и отново с променлив успех. При завземането на остров Крит Bf 110 са привличани основно за нанасянето на удари по земни и морски цели, като при тази операция са загубени 12 машини.
Близкия изток, Северна Африка и Средиземноморието
За кратко Bf 110 се сражават и в Близкия изток. Това се случва по време на Англо-иракската война през май 1941 година – тогава на помощ на прогермански настроения Рашид Али ал-Гайлани, завзел властта в Ирак чрез преврат, е изпратено авиационно съединение за борба с английските самолети. Кампанията трае десет дни (до 26 май), през което време са свалени два британски Gloster Gladiator, но и два Bf 110 са тежко повредени.
Първите Bf 110 пристигат в Северна Африка на 30 януари 1941 г. в помощ на италианските войски. Задачите им са основно ескорт на пикиращите бомбардировачи Ju 87 и атаки по земни цели (близо 20% от всичките им мисии). Във въздушните боеве първоначално не се справят особено добре (в края на февруари имат 6 загуби при 2 победи), но към края на август имат 33 победи при 23 загубени машини. През август 1942 г. разрушителите са изтеглени от Африка и са прехвърлени на остров Крит, откъдето защитават немските и италиански конвои в Средиземно море.
Източния фронт
За участие в операция Барбароса са отделени около 60 разрушителя Bf 110, които изпълняват основно удари по земни цели. Въпреки неголямото си количество, те оказват неоценима помощ на сухопътните войски с атаките си. Така например, само пилотите на ZG 26 от 22 юни до 27 септември 1941 г. заявяват за 837 унищожени съветски самолета, 96 от които във въздуха, 148 танка, 166 артилерийски оръдия, 3280 автомобила, 49 железопътни композиции, 1 броневлак, 68 локомотива и четири моста. Броят на разрушителите на Източния фронт постепенно намалява, тъй като през 1942 г. част от самолетите са изтеглени в Германия за участие в т. нар. Отбрана на Райха; тези, които остават са използвани главно за разузнаване.
Отбраната на Райха
Messerschmitt Bf 110 е един от основните участници в т. нар „Отбрана на Райха“ – опитите на немската изтребителна авиация да противостои на съюзническите бомбардировки, целящи да сринат германската икономическа мощ. Големият запас от гориво, позволяващ на разрушителя да прекарва повече време във въздуха, както и мощното му въоръжение го правят много подходящ за ролята на изтребител за ПВО. По-късно, благодарение на особеностите на конструкцията му, позволяваща монтирането на по-голям набор от радиолокационно и оръжейно оборудване, отколкото при едномоторните изтребители Ме 109 и Focke-Wulf Fw 190, той успешно е модернизиран като нощен изтребител и става основния самолет от този клас на Нацистка Германия.
Първата победа на Bf 110 като дневен изтребител за ПВО е на 4 февруари 1943, когато немските изтребители се сблъскват с американска бомбардировъчна формация, атакуваща гр. Хам. Немците заявяват за три свалени B-17 (реално е свален само един), като същевременно изгубват от отбранителния огън на бомбардировачите седем Fw 190 и три разрушителя, а всички останали са повредени. Тези загуби се дължат основно на липсата на подходяща тактика за прехват на бомбардировъчните формации. С повишаването на бойния опит и усилването на въоръжението (Bf 110 често започват да се използват с четири пускови установки за неуправляеми ракети WGr 42 – конфигурация Bf 110G/M4), загубите сред противниковите бомбардировачи започват да растат. Когато обаче се появяват американските изтребители с голям обсег на действие и бомбардировачите получават изтребително прикритие, нещата се променят в неблагоприятна за разрушителите насока – ниската им маневреност, влошена още повече от усиленото въоръжение, ги прави лесна плячка. Така на 27 септември 1943 г. над холандско-германската граница група P-47 Thunderbolt прехваща група Bf 110, готвеща се да атакува завръщащи се бомбардировачи с неуправляеми ракети. В последвалия въздушен бой са свалени 10 разрушителя без американски загуби. След този ден Bf 110 избягват да оперират в обхвата на действие на Р-47. Появата на новите американски изтребители P-51D, способни да придружават бомбардировачите по целия път до целта им (вкл. Берлин и др. немски градове) и обратно, влошават още повече положението на разрушителите. След няколко битки от 77-те дневни изтребителя Bf 110 остават 54; като такива разрушителите се използват все по-рядко до края на войната и то само срещу незащитени от изтребители формации.
Първите опити за използването на Bf 110 като нощен изтребител са през април 1940 г., когато хауптман Волфганг Фалк със самолети от групата си по своя инициатива прави няколко опита за прехват на английски бомбардировачи, атакуващи датски и норвежки летища. На 26 юни 1940 г. Гьоринг му възлага организирането на една ескадра нощни изтребители – в резултат се появява NJG 1 (Nachtjagdgeschwader, Ескадра нощни изтребители). В началото немските изтребители са насочвани от земята от предупредителните служби, разполагащи с радари Фрея и Вюрцбург, като на самолетите са монтирани инфрачервени сензори Spanner-Anlage, засичащи топлината от изгорелите газове на бомбардировач на разстояние 300 m. По-късно разрушителите са оборудвани с бордни радиолокатори, позволяващи им сами да търсят целите си във въздуха. Първите специално разработени машини за тази цел са от модификацията Bf 110F, но основният нощен изтребител на Нацистка Германия става Bf 110G-4 с многобройните си подварианти.
Към 1943 г. Bf 110 са гръбнакът на нощната изтребителна авиация на Луфтвафе, въпреки че са появяват нощни изтребителни варианти на бомбардировачите Junkers Ju 88, Dornier Do 17, Dornier Do 217 и др., както и най-добрия немски нощен изтребител He 219 Uhu. Благодарение на особеностите на конструкцията си, разрушителите биват оборудвани с различно оръдейно и радиолокационно оборудване, като особено успешни са вариантите с оръдейната система „Schräge Musik“ (Шреге музик; две оръдия, монтирани в тялото на изтребителя под ъгъл 70° и стрелящи нагоре), с която противниковите бомбардировачи са разстрелвани отдолу, където имат най-слаба картечна защита, когато изтребителите прелитат под тях. С Bf 110, оборудван с Schräge Musik, лейтенант Петер Ерхард в нощта на 17/18 август 1943 г. сваля четири британски бомбардировача за 30 min, като екипажите на останалите бомбардировачи дори не го забелязват, а докладват са внезапно взривилите се машини, приемайки, че са жертва на много точна стрелба на противовъздушната артилерия. Най-добрият сред немските нощни изтребители Хайнц-Волфганг Шнауфер на 25 май 1944 г. за 14 min по подобен начин сваля пет бомбардировача Avro Lancaster, а на 21 февруари 1945 г. – девет.
По време на Въздушната битка за Берлин, Британските ВВС губят 1128 бомбардировача за пет месеца, като основните виновници за това са екипажите, летящи с Bf 110. Но и немските загуби също не са никак малки (особено след повсеместното оборудване на британските нощни изтребители и бомбардировачи с бордни радиолокатори) – само през първите три месеца на 1944 г. са загубени 15% от екипажите на нощните изтребители.

## Оператори
- Нацистка Германия
- Италия
- Независима хърватска държава
- Кралство Румъния
- СССР – няколко трофейни самолета.
- Унгария

## Тактико-технически характеристики
| Характеристики                            | Bf 110B-1                                               | Bf 110C-4                                                 | Bf 110F-2                                                                      | Bf 110G-4c/R4                                               |
| ----------------------------------------- | ------------------------------------------------------- | --------------------------------------------------------- | ------------------------------------------------------------------------------ | ----------------------------------------------------------- |
| Размах на крилете, m                      | 16.80                                                   | 16.30                                                     | 16.20                                                                          | 16.20                                                       |
| Дължина, m                                | 12.52                                                   | 12.30                                                     | 12.07                                                                          | 12.07                                                       |
| Височина, m                               | 4.10                                                    | 3.30                                                      | 4.12                                                                           | 4.12                                                        |
| Площ на крилете, m2                       | 45.6                                                    | 38.8                                                      | 38.4                                                                           | 38.4                                                        |
| Маса празен, kg                           |                                                         | 4500                                                      | 5605                                                                           | 5093                                                        |
| Максимална излетна, kg                    | 5653                                                    | 6700                                                      | 7206                                                                           | 9390                                                        |
| Двигатели                                 | 2 x Jumo210Ga                                           | 2 x DB 601B-1                                             | 2 x DB601F                                                                     | 2 x DB605B-1                                                |
| Максимална скорост, km/h                  | 453                                                     | 560                                                       | 563                                                                            | 547                                                         |
| Таван, m                                  | 7954                                                    | 10 500                                                    | 10 840                                                                         | 7954                                                        |
| Максимална далечина на полета, km         | 1715                                                    | 2800                                                      | 1200                                                                           | 900                                                         |
| Въоръжение: - картечници - оръдия - бомби | - 4 x 7.92-mm MG 17 1 x 7.92-mm MG 15 - 2 x 20-mm MG FF | - 4 x 7.92-mm MG 17 1 x 7.92-mm MG 15 - 2 x 20-mm MG FF/M | - 4 x 7.92-mm MG 17 1 x 7.92-mm MG 15 - 2 x 20-mm MG FF - 2 x 500-kg 4 x 50-kg | - 4 x 7.92-mm MG 17 1 x 7.92-mm MG81Z - 2 x 20-mm MG 151/20 |

## Любопитно
- На 10 май 1941 г. Рудолф Хес прелита в Англия именно с Messerschmitt Bf 110.
- През август 1938 г. Bf 110 е демонстриран на френска делегация, водена от ген. Ж. Вюйомен (Vuillemin). Голямо количество самолети излизат един по един на равни интервали от вратите на производствения цех и излитат във въздуха. Всъщност в демонстрацията участват само четири машини Bf 110В, като самолетът след излитането му, след полет по кръга, каца извън полезрението на официалните гости край задната врата на цеха, влиза вътре и отново излиза през предната врата и повтаря маневрата, но французите остават с впечатлението за съществуването на голям брой от тези самолети. През май 1939 г. френското разузнаване разработва план за отвличането на един Bf 110С и за целта подкупва двама братя – летец и механик от завода в Аугсбург. Братята открадват самолета, но над Франция попадат в сложни метеорологични условия и самолетът се разбива, а те загиват при катастрофата. След два месеца щателно изучаване на останките на машината, те са върнати на Германия.
- Освен превземането на летище Осло-Форнебьо в Норвегия, малко преди това екипажите на Bf 110 „превземат“ и град Олбор в Дания. Виктор Мьолдерс, брат на Вернер Мьолдерс, каца със своята машина на летище край града и официално приема предаването му от датските власти – както е с летателния костюм той е откаран от местен млекар в центъра на града, за да намери места за разквартируването на състава на I./ZG 1.[34]
- Нощен изтребител Bf 110 става причина за усилването на швейцарските ВВС през Втората световна война. На 28 април 1944 г. машината на оберлейтенант Вилхелм Йонен от III./NJG 6 е тежко повредена след като е свалил два британски бомбардировача Avro Lancaster. Йонен се насочва за принудително кацане, когато се оказва, че се намира над територията на неутрална Швейцария. Той каца на швейцарско летище, което е пълно с интернирани съюзнически бомбардировачи, принудени след получените бойни повреди да кацнат в Швейцария. Екипажът на Йонен е посрещнат радушно от довчерашните врагове – за всички тях войната вече е свършила, но машината му Bf 110G-4, оборудвана с най-съвременния немски радиолокатор FuG 220 SN-2 и пасивния радар Naxos, става причина за силно безпокойство сред немското командване, опасяващо се че новите технологии могат да попаднат в съюзнически ръце. Спешно е разработен план, според който самолетът трябва да бъде унищожен от група диверсанти, начело с известния Ото Скорцени, но в крайна сметка е избран мирния вариант – след преговори с швейцарците, немците им продават на по-ниска цена 12 модерни изтребителя Ме-109G-6, а в замяна те, на 18 май 1944 г., унищожават нощния изтребител без да допуснат съюзниците до него.[35]